# Acroscyphus sphaerophoroides
Acroscyphus sphaerophoroides är en lavart som beskrevs av Lév. 1846. Acroscyphus sphaerophoroides ingår i släktet Acroscyphus och familjen Caliciaceae.   Inga underarter finns listade i Catalogue of Life.